# Henri Mertz
Henri Mertz (* 4. Oktober 1919 in Lembach (Bas-Rhin); † 24. Februar 1999 in Illkirch-Graffenstaden) war ein elsässischer Volksschullehrer und Mundartdichter.

## Leben
Mertz wurde als Sohn eines Schmieds im elsässischen Lembach geboren. Er besuchte die dortige Volksschule, die Mittelschule in Niederbronn-les-Bains und die Oberschule in Phalsbourg, ehe er 1937 in Straßburg das Studium am Lehrerseminar aufnahm. Nach Ausbruch des Zweiten Weltkriegs wurde er 1939 mit seiner Familie in das Département Haute-Vienne evakuiert. Sein Lehramtsstudium schloss er in Périgueux ab. Im April 1940 wurde er zum französischen Militärdienst eingezogen, kehrte aber nach der Besetzung durch die Wehrmacht im Oktober ins Elsass zurück und war dann nach einer Umschulung zeitweilig als Lehrer in Nordbaden angestellt. Im Sommer 1943 wurde er zur Wehrmacht eingezogen. Nach einem Jahr für untauglich erklärt, tauchte er unter, um sich im Frühjahr 1945 freiwillig zur französischen Armee zu melden.
Von Oktober 1945 bis Juni 1950 war Mertz Lehrer an der Volksschule von Langensoultzbach. Im August 1950 wechselte er nach Graffenstaden, der Heimatgemeinde seiner Frau Doris, geb. Walther. Dort war er Volksschullehrer, später Schuldirektor. Im Oktober 1961 wurde er zum Professeur de Collège für das Fach Mathematik ernannt. 1976 trat er in den Ruhestand.
Mertz interessierte sich schon als junger Lehrer für die Dichtkunst. 1946 erschien sein Erstlingswerk Us minem àrme Elsàssland, dem bis 1980 weitere Bände, meist in elsässischer Mundart, folgten. 1996 veröffentlichte der Reclam-Verlag eine französische Fassung von Wilhelm Buschs Max und Moritz in der Übersetzung von Henri Mertz. Zuletzt gaben Freunde posthum seine deutschsprachigen Gedichte unter dem Titel Spaetlese heraus (1999). Mehrere seiner Gedichte wurden vertont, unter anderem von François Brumbt, Dany Dollinger und René Egles.
In seiner Heimatgemeinde Lembach wurde 2016 die Grundschule nach Mertz benannt.

## Werke
- Us minem àrme Elsàssland (1946)
- Au siècle des Hommes sans tête (1948)
- Kuddelmussel üs'm Elsàss (1975)
- S'Weschpelnescht (1976)
- De Roràff (1980)
- Spaetlese (1999)